# Monasterio de Ostrog
El Monasterio de Ostrog (en serbio: Манастир Острог) es un monasterio de la Iglesia ortodoxa serbia colocado contra un fondo casi vertical, en lo alto de la gran roca de Ostroška Greda, en Montenegro. Está dedicado a San Basilio de Ostrog (Sveti Vasilije Ostroski). Desde el monasterio, se tiene una magnífica vista de la llanura Bjelopavlići. Ostrog es el lugar de peregrinación más popular en Montenegro.
El monasterio fue fundado por Vasilije, el obispo metropolitano de Herzegovina en el siglo XVII, que murió allí en 1671; unos años más tarde fue "glorificado". Su cuerpo está consagrado en un relicario guardado en la iglesia rupestre dedicado a la Presentación de la Virgen al templo.

## Galería de imágenes

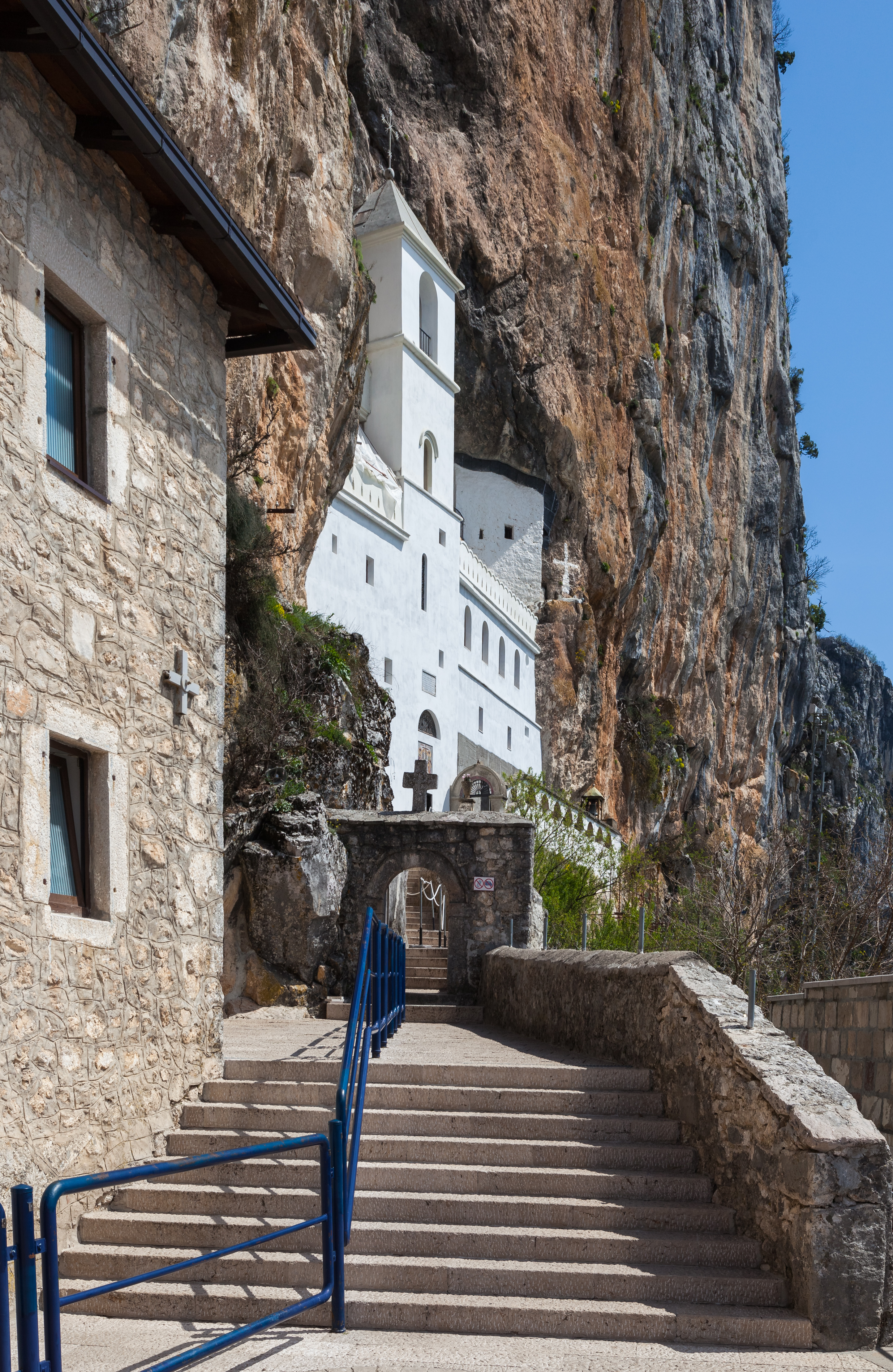
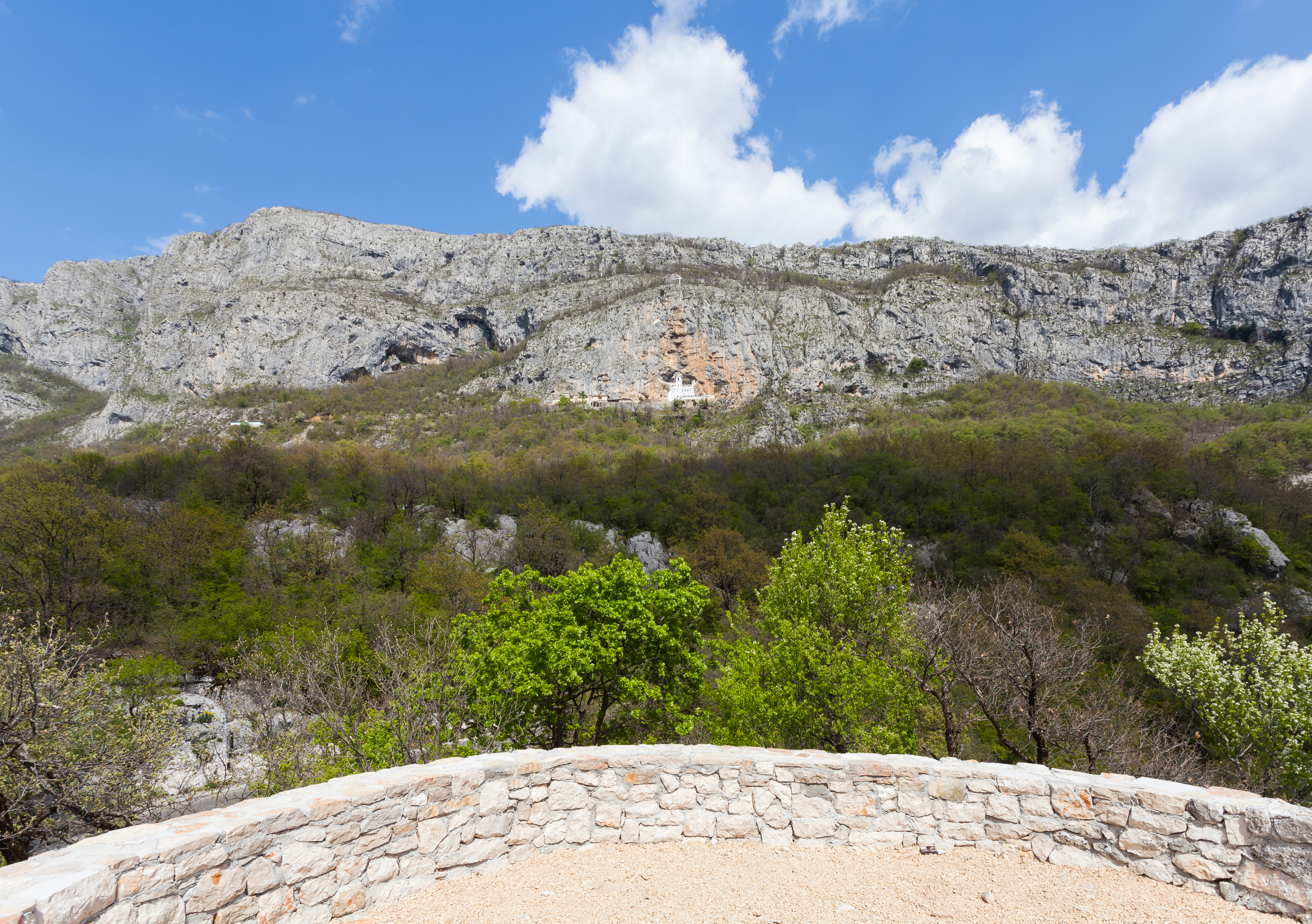
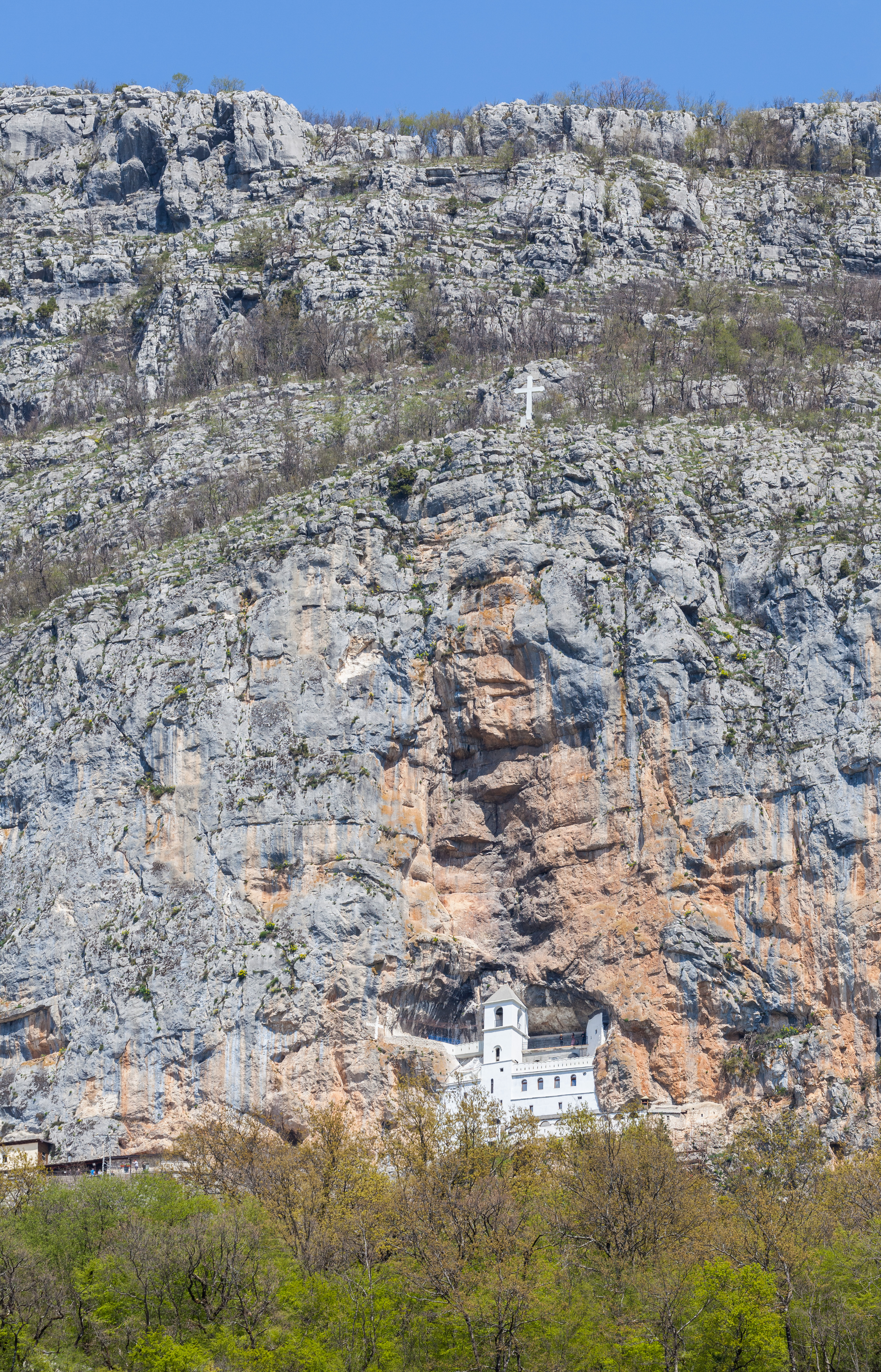
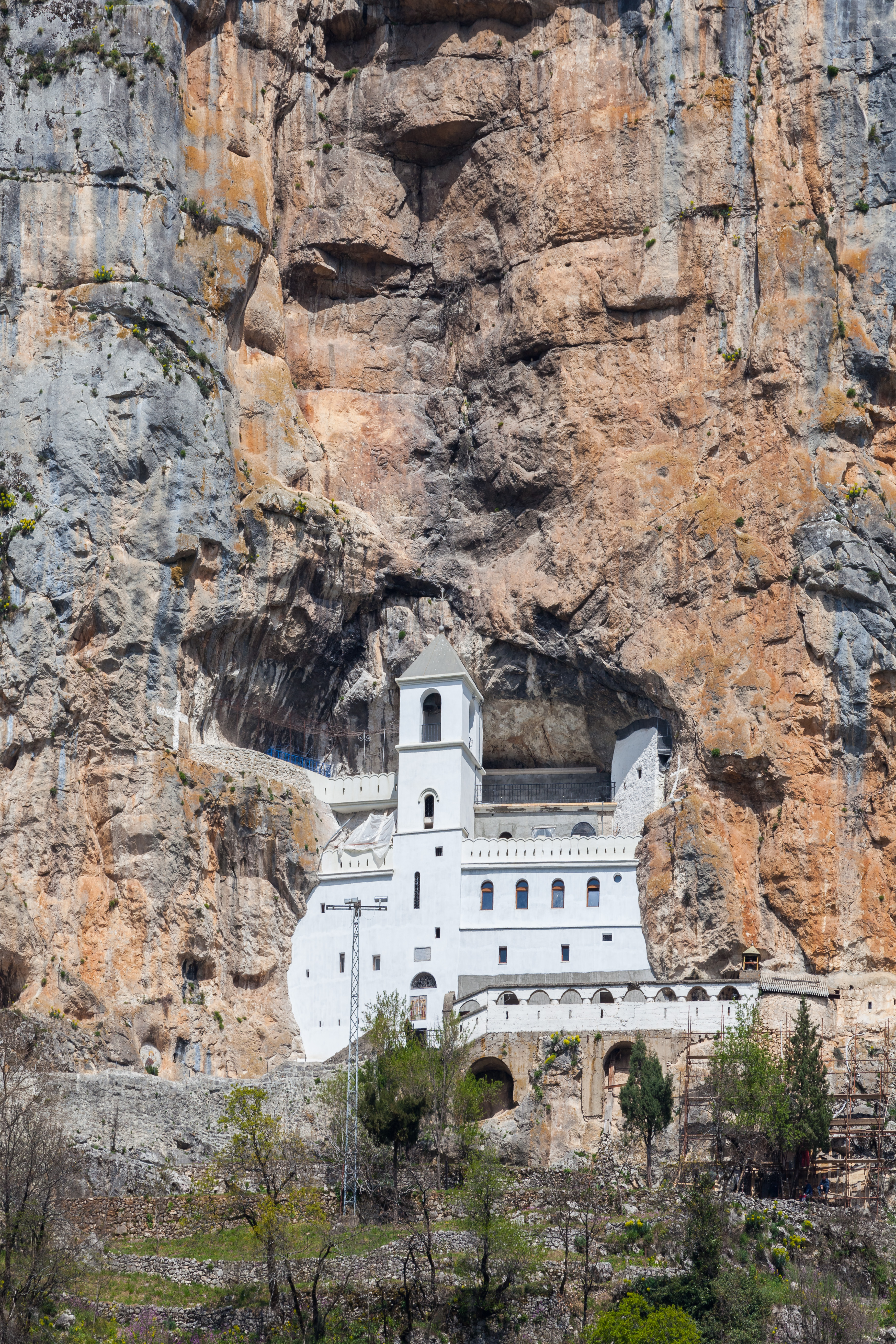
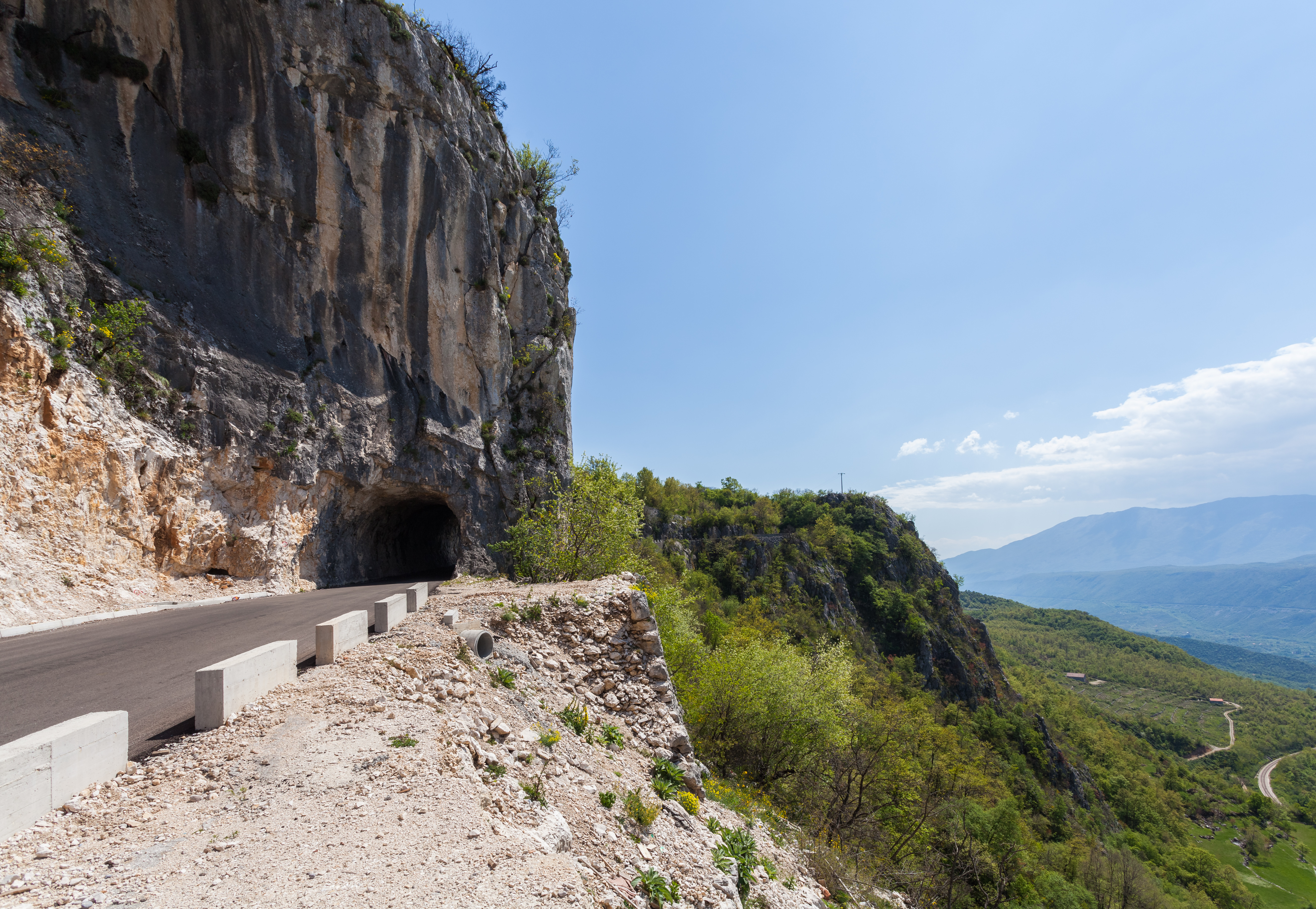

- Datos: Q1257434
- Multimedia: Ostrog Monastery / Q1257434